# 210e division de fusiliers
Pour les articles homonymes, voir 210e division.
La 210e division de fusiliers (russe : 210-я стрелковая дивизия) est une division d'infanterie de l'Armée rouge créée pendant la Seconde Guerre mondiale.
Après sa création en octobre 1941 au sein du front de Transbaïkalie, elle sert dans un secteur tranquille, rattachée à la 36e armée. En juillet 1945, à la veille de l'invasion soviétique de la Mandchourie, elle est transférée au 86e corps de fusiliers, toujours au sein de la 36e armée. Cette armée est au deuxième échelon des forces d'invasion et voit très peu, voire aucun, de combat réel, mais la division a néanmoins reçu un honneur de bataille. La division est transférée à la 17e armée et dissoute avec celle-ci mi-1946.

## Historique

### Formation
La 210e division de fusiliers commence à se former le 8 octobre 1941 au sein de la 36e armée du front de Transbaïkalie, sur la base des ressources locales et selon le chtat (tableau d'effectifs et de dotation) du 29 juillet 1941. Une fois formée, son ordre de bataille était le suivant :
- 582e régiment de fusiliers
- 644e régiment de fusiliers
- 649e régiment de fusiliers
- 653e régiment d'artillerie
- 493e groupe d'artillerie automoteur (ajouté en 1945)
- 40e bataillon antichar
- 285e compagnie de reconnaissance
- 385e bataillon de sapeurs
- 580e bataillon de transmissions (plus tard 325e compagnie de transmissions)
- 365e bataillon médical/sanitaire
- 198e compagnie de défense chimique
- 518e compagnie de transport automobile
- 837e hôpital vétérinaire divisionnaire
- 360e boulangerie de campagne
- 925e station postale de campagne (plus tard 1491e)
- 1491e bureau extérieur de la Banque d'État

Le colonel Vassili Afanassevitch Bourmasov est nommé au commandement le jour où la division commence à se former ; il avait auparavant occupé des postes d'état-major dans la 57e division de fusiliers motorisés.
En décembre la « sœur » de la 210e division, la 209e division de fusiliers, la rejoint sous le commandement de la 36e armée. Sur ce front inactif, l'armée compte au début de la nouvelle année les 94e, 209e et 210e divisions de fusiliers, la 126e brigade de fusiliers et la 31e région fortifiée. Au début de 1944, la situation est essentiellement inchangée, bien que l'armée a reçu les 278e et 298e divisions de fusiliers et le quartier général opérationnel du 86e corps de fusiliers.
Le colonel Bourmasov est nommé commandant adjoint du 86e corps de fusiliers le 26 mai et est remplacé à la tête de la 210e division par le colonel Nikolai Ivanovitch Baniouk, qui restera à ce poste pendant toute la durée de la guerre. En mai, les cinq divisions de fusiliers de la 36e armée passent sous le commandement de ce corps, mais un mois plus tard, le corps redevient un simple état-major et les divisions reviennent sous le commandement direct de l'armée. Au début de 1945, le corps a sous commandement les 94e et 298e divisions, mais les 209e, 210e et 278e sont encore des divisions distinctes.

### Invasion soviétique de la Mandchourie

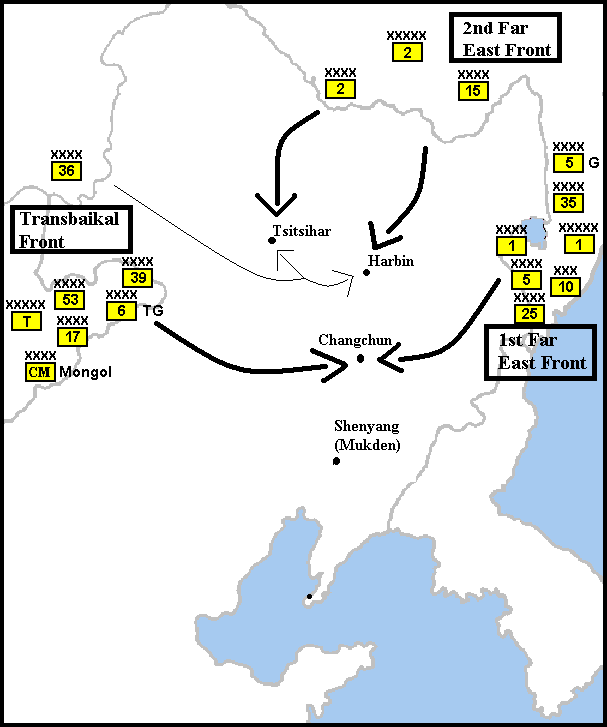
Carte de l'invasion de la Mandchourie. Noter l'emplacement de la 36e armée.

Au moment de la capitulation de l'Allemagne, la 36e armée est toujours dans la même configuration , mais les préparatifs de guerre contre le Japon sont en cours. Le 493e groupe d'artillerie automoteur (12 SU-76) est ajouté à la 210e division pour fournir un appui-feu mobile tous-terrains, étant donné le terrain difficile et pratiquement sans route que l'on trouve en Mandchourie. En juillet, la division revient au 86e corps, toujours dans la 36e armée, y rejoignant la 94e division. Lorsque l'offensive mandchoue est initiée, la 36e armée joue un rôle secondaire sur le flanc ouest des forces d'invasion et a connait très peu de combats avant la capitulation japonaise le 20 août 

### Après la guerre
À l'issue de la campagne, comme de nombreuses autres formations du Front, le 210e reçoit le titre honorifique de « Khingan » pour son succès dans la traversée de la chaîne de montagnes du Grand Khingan. Le 1er octobre, elle fait toujours partie du 86e corps, mais peu de temps après, elle est transférée à la 17e armée avec la 209e division. Elle est dissoute avec cette armée au printemps et à l'été 1946.